# Nobelpriset i fysiologi eller medicin
Nobelpriset i fysiologi eller medicin är ett av de fem Nobelprisen, inrättade genom Alfred Nobels testamente. Alfred Nobel specificerade att ett av prisen skulle gå till den som under det gångna året "har gjort den viktigaste upptäckt inom fysiologiens eller medicinens domän".
Pristagare utses av Nobelförsamlingen vid Karolinska institutet. Priset har utdelats sedan 1901. Pristagarna offentliggörs vanligtvis i oktober och priset utdelas den 10 december varje år i Stockholms Konserthus då pristagarna får motta priset ur konungens hand.
Bland de 229 personer som mottagit priset fram till 2024 har 13 varit kvinnor. Priset delades inte ut åren 1915, 1916, 1917, 1918, 1921, 1925, 1940, 1941 och 1942. Den yngsta pristagaren är Frederick G. Banting som var 32 år när han mottog priset 1923 för upptäckten av insulin. Den äldsta är Peyton Rous som var 87 år gammal när han mottog priset 1966 för upptäckten av virusinducerade tumörer. 40 gånger har priset delats ut till en enskild person, 36 gånger har två personer delat på priset och 39 gånger har tre personer delat på priset.

## Kronologisk lista över pristagare
| År   | Pristagare               | Pristagare                  | Nationalitet                   | Bedrift |
| ---- | ------------------------ | --------------------------- | ------------------------------ | --- |
| 1901 |                          | Emil von Behring            | Tyskland                       | Arbete med serumterapi, speciellt för applikationen vid behandling av difteri.                                                                                     |
| 1902 |                          | Ronald Ross                 | Storbritannien                 | För upptäckten och beskrivningen av hur malaria kommer in i organismen.                                                                                            |
| 1903 |                          | Niels Ryberg Finsen         | Danmark                        | För behandlingen av sjukdomar, främst lupus vulgaris med koncentrerad ljusstrålningsterapi.                                                                        |
| 1904 |                          | Ivan Pavlov                 | Ryssland                       | För att ha utökat grundförståelsen av digestionen. |
| 1905 |                          | Robert Koch                 | Tyskland                       | Utredningar och upptäckter som gäller tuberkulos |
| 1906 |                          | Camillo Golgi               | Italien                        | Upptäckter rörande nervsystemet |
| 1906 |                          | Santiago Ramón y Cajal      | Spanien                        | Upptäckter rörande nervsystemet |
| 1907 |                          | Alphonse Laveran            | Frankrike                      | Arbete med att finna samband mellan protozoa och sjukdom |
| 1908 |                          | Ilja Metjnikov              | Ryssland                       | Arbete inom immunologi |
| 1908 |                          | Paul Ehrlich                | Tyskland                       | Arbete inom immunologi |
| 1909 |                          | Theodor Kocher              | Schweiz                        | Fysiologi, patologi och kirurgi gällande Tyroidea |
| 1910 |                          | Albrecht Kossel             | Tyskland                       | Bidragit med cellkemisk kunskap inklusive proteiner och kärnsubstanser                                                                                             |
| 1911 |                          | Allvar Gullstrand           | Sverige                        | Ögats dioptrik |
| 1912 |                          | Alexis Carrel               | Frankrike                      | Vaskulär sutur och transplantation av blodkärl och organ. |
| 1913 |                          | Charles Richet              | Frankrike                      | Arbete med anafylaxi |
| 1914 |                          | Robert Bárány               | Österrike                      | Fysiologin och patofysiologin bakom balanssinnet. |
| 1915 | Inget pris utdelades (a) | Inget pris utdelades (a)    | Inget pris utdelades (a)       | Inget pris utdelades (a) |
| 1916 | Inget pris utdelades (a) | Inget pris utdelades (a)    | Inget pris utdelades (a)       | Inget pris utdelades (a) |
| 1917 | Inget pris utdelades (a) | Inget pris utdelades (a)    | Inget pris utdelades (a)       | Inget pris utdelades (a) |
| 1918 | Inget pris utdelades (a) | Inget pris utdelades (a)    | Inget pris utdelades (a)       | Inget pris utdelades (a) |
| 1919 |                          | Jules Bordet                | Belgien                        | Upptäckter rörande immunologin |
| 1920 |                          | August Krogh                | Danmark                        | Kartläggning av hur luftutbytet i lungorna fungerar (vanlig diffusion)                                                                                             |
| 1921 | Inget pris utdelades (a) | Inget pris utdelades (a)    | Inget pris utdelades (a)       | Inget pris utdelades (a) |
| 1922 |                          | Archibald V. Hill           | Storbritannien                 | Upptäckter relaterade till värmeproduktionen i musklerna. |
| 1922 |                          | Otto Meyerhof               | Tyskland                       | Relationen mellan syrgaskonsumtionen och bildandet av mjölksyra i de arbetande musklerna.                                                                          |
| 1923 |                          | Frederick G. Banting        | Kanada                         | För upptäckten av insulin |
| 1923 | John Macleod             |                             | Kanada                         | För upptäckten av insulin |
| 1924 |                          | Willem Einthoven            | Nederländerna                  | För upptäckterna av mekanismerna för Elektrokardiografi |
| 1925 | Inget pris utdelades (a) | Inget pris utdelades (a)    | Inget pris utdelades (a)       | Inget pris utdelades (a) |
| 1926 |                          | Johannes Fibiger            | Danmark                        | Upptäckten av Rundmaskar (Spiroptera carcinoma) |
| 1927 |                          | Julius Wagner-Jauregg       | Österrike                      | Upptäckten av det terapeutiska värdet av malariainokulation vid behandling av dementia paralytica ( syfilis i dess tredje dödliga stadium )                        |
| 1928 |                          | Charles Nicolle             | Frankrike                      | För arbetet med tyfus |
| 1929 |                          | Christiaan Eijkman          | Nederländerna                  | För upptäckten av tiamin (vitamin B1) |
| 1929 |                          | Sir Frederick Hopkins       | Storbritannien                 | För upptäckten av tiamin (vitamin B1) |
| 1930 |                          | Karl Landsteiner            | Österrike                      | För upptäckten av människans blodgrupper |
| 1931 |                          | Otto Warburg                | Tyskland                       | För upptäckten av de respiratoriska enzymerna (cytokromerna i hemoglobin)                                                                                          |
| 1932 |                          | Sir Charles Sherrington     | Storbritannien                 | Upptäckter rörande neuroners funktion |
| 1932 | Edgar Adrian             |                             | Storbritannien                 | Upptäckter rörande neuroners funktion |
| 1933 |                          | Thomas H. Morgan            | USA                            | Klarläggande av hur kromosomer fungerar vid heriditet. |
| 1934 |                          | George H. Whipple           | USA                            | För upptäckten av leverterapi vid olika former av anemi (perniciös anemi)                                                                                          |
| 1934 | George R. Minot          |                             | USA                            | För upptäckten av leverterapi vid olika former av anemi (perniciös anemi)                                                                                          |
| 1934 | William P. Murphy        |                             | USA                            | För upptäckten av leverterapi vid olika former av anemi (perniciös anemi)                                                                                          |
| 1935 |                          | Hans Spemann                | Tyskland                       | Upptäckten av den organisatoriska effekten vid fosterutvecklingen                                                                                                  |
| 1936 |                          | Sir Henry Dale              | Storbritannien                 | Kemiska fortledningen av nervimpulser |
| 1936 |                          | Otto Loewi                  | Österrike                      | Kemiska fortledningen av nervimpulser |
| 1937 |                          | Albert Szent-Györgyi        | Ungern                         | Respiratorisk cellandning, speciellt rollerna som vitamin C och fumarat spelar i denna                                                                             |
| 1938 |                          | Corneille Heymans           | Belgien                        | Hur andningsregleringen sker av aorta och paranasal sinus. |
| 1939 |                          | Gerhard Domagk              | Tyskland                       | Prontosils antibakteriella egenskaper |
| 1940 | Inget pris utdelades (b) | Inget pris utdelades (b)    | Inget pris utdelades (b)       | Inget pris utdelades (b) |
| 1941 | Inget pris utdelades (b) | Inget pris utdelades (b)    | Inget pris utdelades (b)       | Inget pris utdelades (b) |
| 1942 | Inget pris utdelades (b) | Inget pris utdelades (b)    | Inget pris utdelades (b)       | Inget pris utdelades (b) |
| 1943 |                          | Henrik Dam                  | Danmark                        | Vitamin K upptäckt och kemisk struktur |
| 1943 |                          | Edward A. Doisy             | USA                            | Vitamin K upptäckt och kemisk struktur |
| 1944 |                          | Joseph Erlanger             | USA                            | För upptäckten av de högst olika funktionerna hos särskilda nervfiber                                                                                              |
| 1944 | Herbert S. Gasser        |                             | USA                            | För upptäckten av de högst olika funktionerna hos särskilda nervfiber                                                                                              |
| 1945 |                          | Sir Alexander Fleming       | Storbritannien                 | För upptäckten av penicillin och dess kurativa effekt vid många infektionssjukdomar.                                                                               |
| 1945 | Ernst Boris Chain        |                             | Storbritannien                 | För upptäckten av penicillin och dess kurativa effekt vid många infektionssjukdomar.                                                                               |
| 1945 |                          | Howard Walter Florey        | Australien                     | För upptäckten av penicillin och dess kurativa effekt vid många infektionssjukdomar.                                                                               |
| 1946 |                          | Hermann Joseph Muller       | USA                            | För uppkomsten av mutationer vid röntgenstrålning |
| 1947 |                          | Carl Cori                   | USA                            | För att ha rett ut glykogens katalytiska konversation och regleringen av hormoner från adenohypofysen.                                                             |
| 1947 | Gerty Cori               |                             | USA                            | För att ha rett ut glykogens katalytiska konversation och regleringen av hormoner från adenohypofysen.                                                             |
| 1947 |                          | Bernardo Alberto Houssay    | Argentina                      | För att ha rett ut glykogens katalytiska konversation och regleringen av hormoner från adenohypofysen.                                                             |
| 1948 |                          | Paul Müller                 | Schweiz                        | För upptäckten av DDT som ett kontaktgift mot en mängd insekter |
| 1949 |                          | Walter Hess                 | Schweiz                        | För hans upptäckt av mellanhjärnans organisation och funktion som koordinator av de inre organens aktiviteter.                                                     |
| 1949 |                          | Egas Moniz                  | Portugal                       | För hans upptäckt av det terapeutiska värdet av lobotomi vid vissa psykoser.                                                                                       |
| 1950 |                          | Edward C. Kendall           | USA                            | För deras upptäckter rörande hormoner i binjurebarken, deras struktur och dess biologiska effekter.                                                                |
| 1950 | Philip S. Hench          |                             | USA                            | För deras upptäckter rörande hormoner i binjurebarken, deras struktur och dess biologiska effekter.                                                                |
| 1950 |                          | Tadeus Reichstein           | Schweiz                        | För deras upptäckter rörande hormoner i binjurebarken, deras struktur och dess biologiska effekter.                                                                |
| 1951 |                          | Max Theiler                 | Sydafrika                      | För hans upptäckt rörande Gula febern och hur man bekämpar den |
| 1952 |                          | Selman A. Waksman           | USA                            | För hans upptäckt av streptomycin, de första antibiotikumet effektivt mot tuberkulos.                                                                              |
| 1953 |                          | Hans Krebs                  | Storbritannien                 | För hans upptäckt av citronsyracykeln |
| 1953 |                          | Fritz Lipmann               | USA                            | För hans upptäckt av koenzym A och dess betydelse för intermediärmetabolismen.                                                                                     |
| 1954 |                          | John F. Enders              | USA                            | För upptäckten om poliovirusets förmåga att växa i olika typer av vävnader.                                                                                        |
| 1954 | Thomas H. Weller         |                             | USA                            | För upptäckten om poliovirusets förmåga att växa i olika typer av vävnader.                                                                                        |
| 1954 | Frederick C. Robbins     |                             | USA                            | För upptäckten om poliovirusets förmåga att växa i olika typer av vävnader.                                                                                        |
| 1955 |                          | Hugo Theorell               | Sverige                        | För upptäckter rörande oxidationsenzymers funktion. |
| 1956 |                          | André F. Cournand           | USA                            | För upptäckter om användningen av hjärtkateter samt patologiska förändringar i cirkulatoriska systemet.                                                            |
| 1956 | Dickinson W. Richards    |                             | USA                            | För upptäckter om användningen av hjärtkateter samt patologiska förändringar i cirkulatoriska systemet.                                                            |
| 1956 |                          | Werner Forssmann            | Västtyskland                   | För upptäckter om användningen av hjärtkateter samt patologiska förändringar i cirkulatoriska systemet.                                                            |
| 1957 |                          | Daniel Bovet                | Italien                        | För upptäckten av antihistamin |
| 1958 |                          | George Wells Beadle         | USA                            | För upptäckte av geners påverkan på kemisk reglering samt upptäckter rörande genetisk rekombinering och bakteriers genetiska element.                              |
| 1958 | Edward Lawrie Tatum      |                             | USA                            | För upptäckte av geners påverkan på kemisk reglering samt upptäckter rörande genetisk rekombinering och bakteriers genetiska element.                              |
| 1958 | Joshua Lederberg         |                             | USA                            | För upptäckte av geners påverkan på kemisk reglering samt upptäckter rörande genetisk rekombinering och bakteriers genetiska element.                              |
| 1959 |                          | Severo Ochoa                | Spanien och USA                | För upptäckten av mekanismen bakom RNA och DNA syntetisering. |
| 1959 | Arthur Kornberg          |                             | Spanien och USA                | För upptäckten av mekanismen bakom RNA och DNA syntetisering. |
| 1960 |                          | Sir Frank Macfarlane Burnet | Australien                     | För upptäckter rörande det medfödda immunförsvaret. |
| 1960 |                          | Peter Medawar               | Storbritannien                 | För upptäckter rörande det medfödda immunförsvaret. |
| 1961 |                          | Georg von Békésy            | USA                            | För upptäckt funktioner rörande mekanisk stimuli i cochlea |
| 1962 |                          | Francis Crick               | Storbritannien                 | För upptäckten av byggstenarna i DNA. |
| 1962 |                          | James Watson                | USA                            | För upptäckten av byggstenarna i DNA. |
| 1962 |                          | Maurice Wilkins             | Storbritannien och Nya Zeeland | För upptäckten av byggstenarna i DNA. |
| 1963 |                          | Sir John Eccles             | Australien                     | För upptäckter rörande joner i nervceller. |
| 1963 |                          | Alan L. Hodgkin             | Storbritannien                 | För upptäckter rörande joner i nervceller. |
| 1963 | Andrew F. Huxley         |                             | Storbritannien                 | För upptäckter rörande joner i nervceller. |
| 1964 |                          | Konrad Bloch                | USA                            | För upptäcker kring reglering av kolesterol och fettsyremetabolism.                                                                                                |
| 1964 |                          | Feodor Lynen                | Västtyskland                   | För upptäcker kring reglering av kolesterol och fettsyremetabolism.                                                                                                |
| 1965 |                          | François Jacob              | Frankrike                      | För upptäcker om genetisk reglering av enzym samt syntes av virus.                                                                                                 |
| 1965 | André Lwoff              |                             | Frankrike                      | För upptäcker om genetisk reglering av enzym samt syntes av virus.                                                                                                 |
| 1965 | Jacques Monod            |                             | Frankrike                      | För upptäcker om genetisk reglering av enzym samt syntes av virus.                                                                                                 |
| 1966 |                          | Peyton Rous                 | USA                            | För upptäckten av virusinducerade tumörer samt upptäckten rörande hormonbehandling av prostatacancer.                                                              |
| 1966 | Charles B. Huggins       |                             | USA                            | För upptäckten av virusinducerade tumörer samt upptäckten rörande hormonbehandling av prostatacancer.                                                              |
| 1967 |                          | Ragnar Granit               | Finland och Sverige            | För upptäckter av fysiologiska och kemiska processer i ögat. |
| 1967 |                          | Haldan Keffer Hartline      | USA                            | För upptäckter av fysiologiska och kemiska processer i ögat. |
| 1967 | George Wald              |                             | USA                            | För upptäckter av fysiologiska och kemiska processer i ögat. |
| 1968 |                          | Robert W. Holley            | USA                            | För upptäckter rörande genetiska kodens samband med proteinsyntes.                                                                                                 |
| 1968 | Har Gobind Khorana       |                             | USA                            | För upptäckter rörande genetiska kodens samband med proteinsyntes.                                                                                                 |
| 1968 | Marshall W. Nirenberg    |                             | USA                            | För upptäckter rörande genetiska kodens samband med proteinsyntes.                                                                                                 |
| 1969 |                          | Max Delbrück                | USA                            | För upptäckter kring replikationsmekanismen och virus genetiska struktur.                                                                                          |
| 1969 | Alfred D. Hershey        |                             | USA                            | För upptäckter kring replikationsmekanismen och virus genetiska struktur.                                                                                          |
| 1969 | Salvador E. Luria        |                             | USA                            | För upptäckter kring replikationsmekanismen och virus genetiska struktur.                                                                                          |
| 1970 |                          | Sir Bernard Katz            | Storbritannien                 | För deras upptäckt rörande de humorala neurotransmittorerna i nervändsluten och mekanismen för deras inlagring, utsöndring och inaktivering.                       |
| 1970 |                          | Ulf von Euler               | Sverige                        | För deras upptäckt rörande de humorala neurotransmittorerna i nervändsluten och mekanismen för deras inlagring, utsöndring och inaktivering.                       |
| 1970 |                          | Julius Axelrod              | USA                            | För deras upptäckt rörande de humorala neurotransmittorerna i nervändsluten och mekanismen för deras inlagring, utsöndring och inaktivering.                       |
| 1971 |                          | Earl W. Sutherland          | USA                            | För hans upptäckter rörande hormoners verkningsmekanism. |
| 1972 |                          | Gerald M. Edelman           | USA                            | För deras upptäckter rörande den kemiska strukturen hos antikroppar.                                                                                               |
| 1972 |                          | Rodney R. Porter            | Storbritannien                 | För deras upptäckter rörande den kemiska strukturen hos antikroppar.                                                                                               |
| 1973 |                          | Karl von Frisch             | Västtyskland                   | För upptäckter rörande organisationen och utförandet av individuella och sociala beteendemönster.                                                                  |
| 1973 |                          | Konrad Lorenz               | Österrike                      | För upptäckter rörande organisationen och utförandet av individuella och sociala beteendemönster.                                                                  |
| 1973 |                          | Nikolaas Tinbergen          | Storbritannien                 | För upptäckter rörande organisationen och utförandet av individuella och sociala beteendemönster.                                                                  |
| 1974 |                          | Christian de Duve           | Belgien                        | För upptäckter rörande den strukturella och funktionella organisationen av cellen.                                                                                 |
| 1974 | Albert Claude            |                             | Belgien                        | För upptäckter rörande den strukturella och funktionella organisationen av cellen.                                                                                 |
| 1974 |                          | George E. Palade            | USA                            | För upptäckter rörande den strukturella och funktionella organisationen av cellen.                                                                                 |
| 1975 |                          | David Baltimore             | USA                            | För upptäckten rörande interaktioner mellan tumörvirus och genetiskt material.                                                                                     |
| 1975 | Renato Dulbecco          |                             | USA                            | För upptäckten rörande interaktioner mellan tumörvirus och genetiskt material.                                                                                     |
| 1975 | Howard M. Temin          |                             | USA                            | För upptäckten rörande interaktioner mellan tumörvirus och genetiskt material.                                                                                     |
| 1976 |                          | Baruch S. Blumberg          | USA                            | För upptäckter rörande ursprunget och spridningen av infektionssjukdomar.                                                                                          |
| 1976 | D. Carleton Gajdusek     |                             | USA                            | För upptäckter rörande ursprunget och spridningen av infektionssjukdomar.                                                                                          |
| 1977 |                          | Andrew V. Schally           | USA                            | För upptäckt rörande hjärnans produktion av peptidhormon. |
| 1977 | Roger Guillemin          |                             | USA                            | För upptäckt rörande hjärnans produktion av peptidhormon. |
| 1977 | Rosalyn Yalow            |                             | USA                            | För upptäckt rörande hjärnans produktion av peptidhormon. |
| 1978 |                          | Werner Arber                | Schweiz                        | För upptäckten rörande genetiskt bestämda strukturer på cellytan som reglerar immunreaktioner.                                                                     |
| 1978 |                          | Daniel Nathans              | USA                            | För upptäckten rörande genetiskt bestämda strukturer på cellytan som reglerar immunreaktioner.                                                                     |
| 1978 | Hamilton O Smith         |                             | USA                            | För upptäckten rörande genetiskt bestämda strukturer på cellytan som reglerar immunreaktioner.                                                                     |
| 1979 |                          | Allan M. Cormack            | Sydafrika och USA              | För utvecklandet av assisterad datortomografi. |
| 1979 |                          | Godfrey N. Hounsfield       | Storbritannien                 | För utvecklandet av assisterad datortomografi. |
| 1980 |                          | Jean Dausset                | Frankrike                      | För deras upptäckter rörande hur strukturer på cellytan påverkar vårt immunförsvar                                                                                 |
| 1980 |                          | Baruj Benacerraf            | Venezuela                      | För deras upptäckter rörande hur strukturer på cellytan påverkar vårt immunförsvar                                                                                 |
| 1980 |                          | George D. Snell             | USA                            | För deras upptäckter rörande hur strukturer på cellytan påverkar vårt immunförsvar                                                                                 |
| 1981 |                          | Roger W. Sperry             | USA                            | För upptäckter rörande synsystemet |
| 1981 | David H. Hubel           |                             | USA                            | För upptäckter rörande synsystemet |
| 1981 |                          | Torsten N. Wiesel           | Sverige                        | För upptäckter rörande synsystemet |
| 1982 |                          | Sune Bergström              | Sverige                        | För deras upptäckter rörande prostaglandiner och liknande biologiska ämnen.                                                                                        |
| 1982 | Bengt Samuelsson         |                             | Sverige                        | För deras upptäckter rörande prostaglandiner och liknande biologiska ämnen.                                                                                        |
| 1982 |                          | John R. Vane                | Storbritannien                 | |
| 1983 |                          | Barbara McClintock          | USA                            | För hennes upptäckt av mobila genetiska element |
| 1984 |                          | Niels K. Jerne              | Danmark                        | För teorier rörande specificiteten vid utvecklingen av och styrningen av immunsystemet och för upptäckten av principen för produktionen av monoklonal antikroppar. |
| 1984 |                          | Georges J F Köhler          | Västtyskland                   | För teorier rörande specificiteten vid utvecklingen av och styrningen av immunsystemet och för upptäckten av principen för produktionen av monoklonal antikroppar. |
| 1984 |                          | César Milstein              | Argentina och Storbritannien   | För teorier rörande specificiteten vid utvecklingen av och styrningen av immunsystemet och för upptäckten av principen för produktionen av monoklonal antikroppar. |
| 1985 |                          | Michael S. Brown            | USA                            | För upptäckter rörande kolesterolmetabolismen |
| 1985 | Joseph L. Goldstein      |                             | USA                            | För upptäckter rörande kolesterolmetabolismen |
| 1986 |                          | Rita Levi-Montalcini        | Italien och USA                | För upptäckter av tillväxtfaktorer |
| 1986 |                          | Stanley Cohen               | USA                            | För upptäckter av tillväxtfaktorer |
| 1987 |                          | Susumu Tonegawa             | Japan                          | För att ha upptäckt de genetiska mekanismerna bakom antikropparnas stora diversivitet.                                                                             |
| 1988 |                          | Sir James W. Black          | Storbritannien                 | För uppäckter av viktiga principer vid läkemedelsbehandling. |
| 1988 |                          | Gertrude B. Elion           | USA                            | För uppäckter av viktiga principer vid läkemedelsbehandling. |
| 1988 | George H. Hitchings      |                             | USA                            | För uppäckter av viktiga principer vid läkemedelsbehandling. |
| 1989 |                          | J. Michael Bishop           | USA                            | För upptäckten av det cellulära ursprunget till retrovirala onkogener.                                                                                             |
| 1989 | Harold E. Varmus         |                             | USA                            | För upptäckten av det cellulära ursprunget till retrovirala onkogener.                                                                                             |
| 1990 |                          | Joseph E. Murray            | USA                            | För upptäckter rörande organ- och celltransplantation i botandet av mänsklig sjukdom.                                                                              |
| 1990 | Edward Donnall Thomas    |                             | USA                            | För upptäckter rörande organ- och celltransplantation i botandet av mänsklig sjukdom.                                                                              |
| 1991 |                          | Erwin Neher                 | Tyskland                       | För upptäckter rörande funktionen av joner av enjonstyp i cellen.                                                                                                  |
| 1991 | Bert Sakmann             |                             | Tyskland                       | För upptäckter rörande funktionen av joner av enjonstyp i cellen.                                                                                                  |
| 1992 |                          | Edmond H. Fischer           | Schweiz och USA                | För upptäckten att reversibel fosforylering är en viktig biologisk reglermekanism.                                                                                 |
| 1992 |                          | Edwin G. Krebs              | USA                            | För upptäckten att reversibel fosforylering är en viktig biologisk reglermekanism.                                                                                 |
| 1993 |                          | Richard J. Roberts          | Storbritannien                 | För upptäckten att vissa gener innehåller introner som spjälkas bort ur mRNA innan translation.                                                                    |
| 1993 |                          | Phillip A. Sharp            | USA                            | För upptäckten att vissa gener innehåller introner som spjälkas bort ur mRNA innan translation.                                                                    |
| 1994 |                          | Alfred G. Gilman            | USA                            | För deras upptäckter av G-kopplade proteiner och deras roll för signaltransduktion i celler.                                                                       |
| 1994 | Martin Rodbell           |                             | USA                            | För deras upptäckter av G-kopplade proteiner och deras roll för signaltransduktion i celler.                                                                       |
| 1995 |                          | Edward B. Lewis             | USA                            | För deras upptäckter rörande den genetiska kontrollen av den embryonala utvecklingen                                                                               |
| 1995 | Eric F. Wieschaus        |                             | USA                            | För deras upptäckter rörande den genetiska kontrollen av den embryonala utvecklingen                                                                               |
| 1995 |                          | Christiane Nüsslein-Volhard | Tyskland                       | För deras upptäckter rörande den genetiska kontrollen av den embryonala utvecklingen                                                                               |
| 1996 |                          | Rolf M. Zinkernagel         | Schweiz                        | För deras upptäckter rörande specificiteten i det cell-medierade immunförsvaret.                                                                                   |
| 1996 |                          | Peter C. Doherty            | Australien                     | För deras upptäckter rörande specificiteten i det cell-medierade immunförsvaret.                                                                                   |
| 1997 |                          | Stanley B. Prusiner         | USA                            | Prioner och dess roll vid sjukdom (till exempel Galna kosjukan).                                                                                                   |
| 1998 |                          | Robert F. Furchgott         | USA                            | För att ha upptäckt kväveoxid (NO) som en signalsubstans i det kardiovaskulära systemet.                                                                           |
| 1998 | Louis J. Ignarro         |                             | USA                            | För att ha upptäckt kväveoxid (NO) som en signalsubstans i det kardiovaskulära systemet.                                                                           |
| 1998 | Ferid Murad              |                             | USA                            | För att ha upptäckt kväveoxid (NO) som en signalsubstans i det kardiovaskulära systemet.                                                                           |
| 1999 |                          | Günter Blobel               | USA                            | För att ha upptäckt att proteiner har inbyggda signaler som styr deras transport och plats i cellen.                                                               |
| 2000 |                          | Paul Greengard              | USA                            | Upptäckter rörande signaltransduktionen i nervsystemet |
| 2000 | Eric R. Kandel           |                             | USA                            | Upptäckter rörande signaltransduktionen i nervsystemet |
| 2000 |                          | Arvid Carlsson              | Sverige                        | Upptäckter rörande signaltransduktionen i nervsystemet |
| 2001 |                          | Tim Hunt                    | Storbritannien                 | Nyckelregulatorerna i cellcykeln |
| 2001 | Sir Paul Nurse           |                             | Storbritannien                 | Nyckelregulatorerna i cellcykeln |
| 2001 |                          | Leland H. Hartwell          | USA                            | Nyckelregulatorerna i cellcykeln |
| 2002 |                          | Sydney Brenner              | Storbritannien                 | Apoptos och programmerad celldöd |
| 2002 | John E. Sulston          |                             | Storbritannien                 | Apoptos och programmerad celldöd |
| 2002 |                          | H. Robert Horvitz           | USA                            | Apoptos och programmerad celldöd |
| 2003 |                          | Paul C. Lauterbur           | USA                            | Medicinska användningen av Magnetisk resonanstomografi |
| 2003 |                          | Sir Peter Mansfield         | Storbritannien                 | Medicinska användningen av Magnetisk resonanstomografi |
| 2004 |                          | Richard Axel                | USA                            | Luktreceptorer och organisationen av det olfaktoriska systemet |
| 2004 | Linda B Buck             |                             | USA                            | Luktreceptorer och organisationen av det olfaktoriska systemet |
| 2005 |                          | Barry Marshall              | Australien                     | För att ha kartlagt sambandet mellan helicobacter pylori och peptisk ulcussjukdom                                                                                  |
| 2005 | Robin Warren             |                             | Australien                     | För att ha kartlagt sambandet mellan helicobacter pylori och peptisk ulcussjukdom                                                                                  |
| 2006 |                          | Andrew Z. Fire              | USA                            | För upptäckten av RNA-interferens |
| 2006 | Craig C. Mello           |                             | USA                            | För upptäckten av RNA-interferens |
| 2007 |                          | Mario R. Capecchi           | USA                            | För att kunna stänga av och på specifika gener genom att använda embryonala stamceller och skapa knockoutmöss                                                      |
| 2007 | Oliver Smithies          |                             | USA                            | För att kunna stänga av och på specifika gener genom att använda embryonala stamceller och skapa knockoutmöss                                                      |
| 2007 |                          | Sir Martin J. Evans         | Storbritannien                 | För att kunna stänga av och på specifika gener genom att använda embryonala stamceller och skapa knockoutmöss                                                      |
| 2008 |                          | Harald zur Hausen           | Tyskland                       | För upptäckten av de virus som orsakar livmoderhalscancer respektive HIV.                                                                                          |
| 2008 |                          | Françoise Barré-Sinoussi    | Frankrike                      | För upptäckten av de virus som orsakar livmoderhalscancer respektive HIV.                                                                                          |
| 2008 | Luc Montagnier           |                             | Frankrike                      | För upptäckten av de virus som orsakar livmoderhalscancer respektive HIV.                                                                                          |
| 2009 |                          | Elizabeth Blackburn         | USA                            | För upptäckten av hur kromosomerna skyddas av telomerer och enzymet telomeras.                                                                                     |
| 2009 | Carol Greider            |                             | USA                            | För upptäckten av hur kromosomerna skyddas av telomerer och enzymet telomeras.                                                                                     |
| 2009 | Jack Szostak             |                             | USA                            | För upptäckten av hur kromosomerna skyddas av telomerer och enzymet telomeras.                                                                                     |
| 2010 |                          | Robert Edwards              | Storbritannien                 | För utvecklandet av in vitro-fertilisering. |
| 2011 |                          | Bruce Beutler               | USA                            | För deras upptäckter rörande aktivering av medfödd immunitet. |
| 2011 |                          | Jules Hoffmann              | Frankrike                      | För deras upptäckter rörande aktivering av medfödd immunitet. |
| 2011 |                          | Ralph Steinman              | Kanada                         | För hans upptäckt av dendritcellen och dess roll vid förvärvad immunitet.                                                                                          |
| 2012 |                          | John B. Gurdon              | Storbritannien                 | För upptäckten att mogna celler kan omprogrammeras till pluripotens (rörande stamceller).                                                                          |
| 2012 |                          | Shinya Yamanaka             | Japan                          | För upptäckten att mogna celler kan omprogrammeras till pluripotens (rörande stamceller).                                                                          |
| 2013 |                          | James Rothman               | USA                            | För deras upptäckter rörande maskineriet som reglerar vesikeltrafik, ett viktigt transportsystem i våra celler                                                     |
| 2013 | Randy Schekman           |                             | USA                            | För deras upptäckter rörande maskineriet som reglerar vesikeltrafik, ett viktigt transportsystem i våra celler                                                     |
| 2013 |                          | Thomas Südhof               | Tyskland                       | För deras upptäckter rörande maskineriet som reglerar vesikeltrafik, ett viktigt transportsystem i våra celler                                                     |
| 2014 |                          | John O'Keefe                | USA                            | För deras upptäckter av celler som utgör ett positioneringssystem i hjärnan.                                                                                       |
| 2014 |                          | Edvard Moser                | Norge                          | För deras upptäckter av celler som utgör ett positioneringssystem i hjärnan.                                                                                       |
| 2014 | May-Britt Moser          |                             | Norge                          | För deras upptäckter av celler som utgör ett positioneringssystem i hjärnan.                                                                                       |
| 2015 |                          | William C. Campbell         | USA                            | För deras upptäckter rörande en ny terapi mot infektioner orsakade av parasitmaskar.                                                                               |
| 2015 |                          | Satoshi Ōmura               | Japan                          | För deras upptäckter rörande en ny terapi mot infektioner orsakade av parasitmaskar.                                                                               |
| 2015 |                          | Tu Youyou                   | Kina                           | För hennes upptäckter rörande en ny terapi mot malaria. |
| 2016 |                          | Yoshinori Ohsumi            | Japan                          | För hans upptäckter av mekanismer för autofagi. |
| 2017 |                          | Jeffrey C. Hall             | USA                            | För deras upptäckter av molekylära mekanismer som styr cirkadisk rytm.                                                                                             |
| 2017 | Michael Rosbash          |                             | USA                            | För deras upptäckter av molekylära mekanismer som styr cirkadisk rytm.                                                                                             |
| 2017 | Michael W. Young         |                             | USA                            | För deras upptäckter av molekylära mekanismer som styr cirkadisk rytm.                                                                                             |
| 2018 |                          | James P. Allison            | USA                            | För deras upptäckt av cancerbehandling genom hämning av immunförsvarets bromsmekanismer.                                                                           |
| 2018 |                          | Tasuku Honjo                | Japan                          | För deras upptäckt av cancerbehandling genom hämning av immunförsvarets bromsmekanismer.                                                                           |
| 2019 |                          | William G. Kaelin Jr.       | USA                            | För deras upptäckter av hur celler känner av och anpassar sig efter syretillgång.                                                                                  |
| 2019 |                          | Peter J. Ratcliffe          | Storbritannien                 | För deras upptäckter av hur celler känner av och anpassar sig efter syretillgång.                                                                                  |
| 2019 |                          | Gregg L. Semenza            | USA                            | För deras upptäckter av hur celler känner av och anpassar sig efter syretillgång.                                                                                  |
| 2020 |                          | Harvey J. Alter             | USA                            | För upptäckten av hepatit C-virus. |
| 2020 |                          | Michael Houghton            | Storbritannien                 | För upptäckten av hepatit C-virus. |
| 2020 |                          | Charles M. Rice             | USA                            | För upptäckten av hepatit C-virus. |
| 2021 |                          | David Julius                | USA                            | För upptäckten av receptorer för temperatur och beröring. |
| 2021 |                          | Ardem Patapoutian           | Libanon och USA                | För upptäckten av receptorer för temperatur och beröring. |
| 2022 |                          | Svante Pääbo                | Sverige                        | För hans upptäckter rörande utdöda homininers arvsmassa och människans evolution.                                                                                  |
| 2023 |                          | Katalin Karikó              | Ungern                         | För deras upptäckter rörande nukleosidbasmodifieringar som möjliggjorde utveckling av effektiva mRNA-vacciner mot covid-19.                                        |
| 2023 |                          | Drew Weissman               | USA                            | För deras upptäckter rörande nukleosidbasmodifieringar som möjliggjorde utveckling av effektiva mRNA-vacciner mot covid-19.                                        |
| 2024 |                          | Victor Ambros               | USA                            | För upptäckten av mikroRNA och dess roll i posttranskriptionell genreglering.                                                                                      |
| 2024 | Gary Ruvkun              |                             | USA                            | För upptäckten av mikroRNA och dess roll i posttranskriptionell genreglering.                                                                                      |

Fotnoter: (a) Prissumman fonderades i sin helhet till medicinprisfonden. (b) Prissumman fonderades med 1/3 till huvudfonden och 2/3 till medicinprisfonden